# 37640 Luiginegrelli
37640 Luiginegrelli è un asteroide della fascia principale. Scoperto nel 1993, presenta un'orbita caratterizzata da un semiasse maggiore pari a 2,3759730 UA e da un'eccentricità di 0,0941918, inclinata di 5,51577° rispetto all'eclittica.